# Hilary Koprowski
Hilary Koprowski (n. 5 decembrie 1916, Varșovia, Regatul Poloniei – d. 11 aprilie 2013, Pennsylvania, SUA) a fost un virusolog și imunolog polonez. Este inventatorul primului vaccin eficace împotriva poliomielitei.

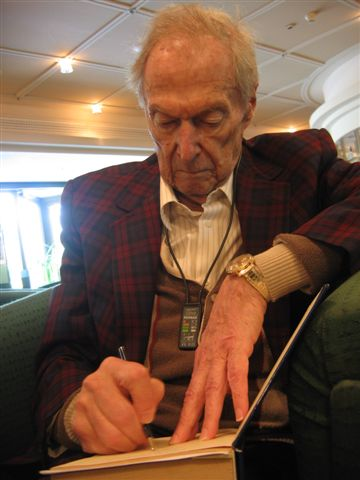
Hilary Koprowski în Varșovia, 2007

## Biografie

### Tinerețea
Născut într-o familie cu origini evreiești, Koprowski își petrece copilăria în Varșovia unde urmează liceul Liceum Ogólnokształcące, iar de la vârsta de 12 ani ia lecții de pian în cadrul Conservatorului din Varșovia.
Pasiunea pentru muzică o cultivă după terminarea, în 1939, a studiilor universitare în Medicină la Universitatea din capitala polonă, prin absolvirea studiilor muzicale în cadrul Conservatorului, urmate de absolvirea Conservatorului Santa Cecilia din Roma în 1940.
Astfel, deși întreaga viață și-a consacrat-o studiului științific, va dedica timp și acestei arte, compunând mai multe piese muzicale.

### Maturitatea
În iulie 1938 se căsătorește cu Irena Koprowska, de profesie medic, și au împreună doi copii.
Invadarea Poloniei de către naziști în 1939 îl determină să părăsească patria natală și pleacă, împreună cu soția, la Roma, ca în 1940 să ajungă la Paris și în final, trecând și prin Spania și Portugalia, se stabilește în Brazilia, la Rio de Janeiro, unde Koprowski lucrează pentru Fundația Rockefeller.
Aici studiază modalități de tratare a febrei galbene.

## Contribuții
După încheierea celui de-al Doilea Război Mondial, Koprowski se stabilește la Pearl River, New York și lucrează ca cercetător pentru Lederle Laboratories, care asigurau studiile farmaceutice pentru trustul American Cyanamid.
Aici, începe cercetările pentru obținerea unui vaccin împotriva poliomielitei.
Reușește să producă primul astfel de medicament, bazat pe polioviruși anihilați, și care era administrat pe cale orală.
Prima administrare a acestui remediu a avut loc pe 27 februarie 1950.
În mai puțin de un deceniu, acesta își dovedește atât eficacitatea, dar și faptul că nu generează efecte secundare majore.
Koprowski este autorul sau co-autorul a aproape 900 de lucrări științifice.
De asemenea, este președinte al Biotechnology Foundation Laboratories, Inc. și al Centrului de Neurovirologie de la Universitatea Thomas Jefferson și consultant al OMS și al organizației de sănătate Pan American Health Organization.